# Meiochernes dybasi
Genre
Espèce
Meiochernes dybasi, unique représentant du genre Meiochernes, est une espèce de pseudoscorpions de la famille des Chernetidae.

## Distribution
Cette espèce est endémique de l'État de Pohnpei aux États fédérés de Micronésie. Elle se rencontre sur l'île de Pohnpei.

## Description
Le mâle mesure 1,5 mm et la femelle 1,8 mm.

## Étymologie
Cette espèce est nommée en l'honneur de Henry S. Dybas.

## Publication originale
- Beier, 1957 : Pseudoscorpionida. Insects of Micronesia, vol. 3, p. 1-64 (texte intégral).